# Jason Mercier
Jason Mark Mercier (* 12. November 1986 in Port Charlotte, Florida) ist ein professioneller US-amerikanischer Pokerspieler.
Mercier hat sich bei Live-Pokerturnieren mehr als 20,5 Millionen US-Dollar erspielt. Er ist sechsfacher Braceletgewinner der World Series of Poker, bei der er 2016 als Spieler des Jahres ausgezeichnet wurde. Bei der European Poker Tour gewann er im April 2008 in Sanremo das Main Event sowie im Oktober 2008 in London das High Roller. Der Amerikaner stand 2011 erstmals an der Spitze der Pokerweltrangliste und hatte die Position insgesamt 63 Wochen inne, zuletzt im September 2015. Im Jahr 2019 wurde Mercier als einer der 50 besten Spieler der Pokergeschichte genannt.

## Persönliches
Mercier stammt aus Davie im US-Bundesstaat Florida. Während seiner Schulzeit spielte er Baseball, Fußball und Basketball. Er erhielt ein Stipendium an der Florida Atlantic University in Boca Raton, das er jedoch verlor, da er sich stärker mit Onlinepoker befasste als mit seinem Studium. Mercier wechselte ans Broward Community College in Fort Lauderdale, wo er als Aushilfslehrer arbeitete und Kindermannschaften in Fußball und Basketball trainierte.
Im Juli 2016 verlobte sich Mercier mit der Pokerspielerin Natasha Barbour. Das Paar heiratete Ende November 2016 in Florida und bekam im Oktober 2017 einen Sohn. Die Familie lebt in Fort Lauderdale.

## Pokerkarriere
Mercier kam im Jahr 2003 in Folge des Moneymaker-Booms zum Poker.

### Online
Mercier gehörte unter dem Nickname JasonMercier bis Jahresende 2017 dem Team PokerStars an. Auf der Plattform Full Tilt Poker spielte er als treysfull21. Insgesamt erspielte sich der Amerikaner mit Online-Turnierpoker zwischen April 2008 und Mai 2017 Preisgelder von mehr als 2,2 Millionen US-Dollar.
Im September 2010 gewann er auf PokerStars ein Turnier der World Championship of Online Poker und sicherte sich eine Siegprämie von rund 435.000 US-Dollar. 2012 holte er sich sein zweites Bracelet dieser Turnierserie beim High Roller der gemischten Variante 8-Game und erhielt mehr als 250.000 US-Dollar. Darüber hinaus sicherte er sich fünf Titel bei der auf PokerStars ausgetragenen Spring Championship of Online Poker.

### Live

#### 2008: Titel beim Main Event und High Roller der European Poker Tour

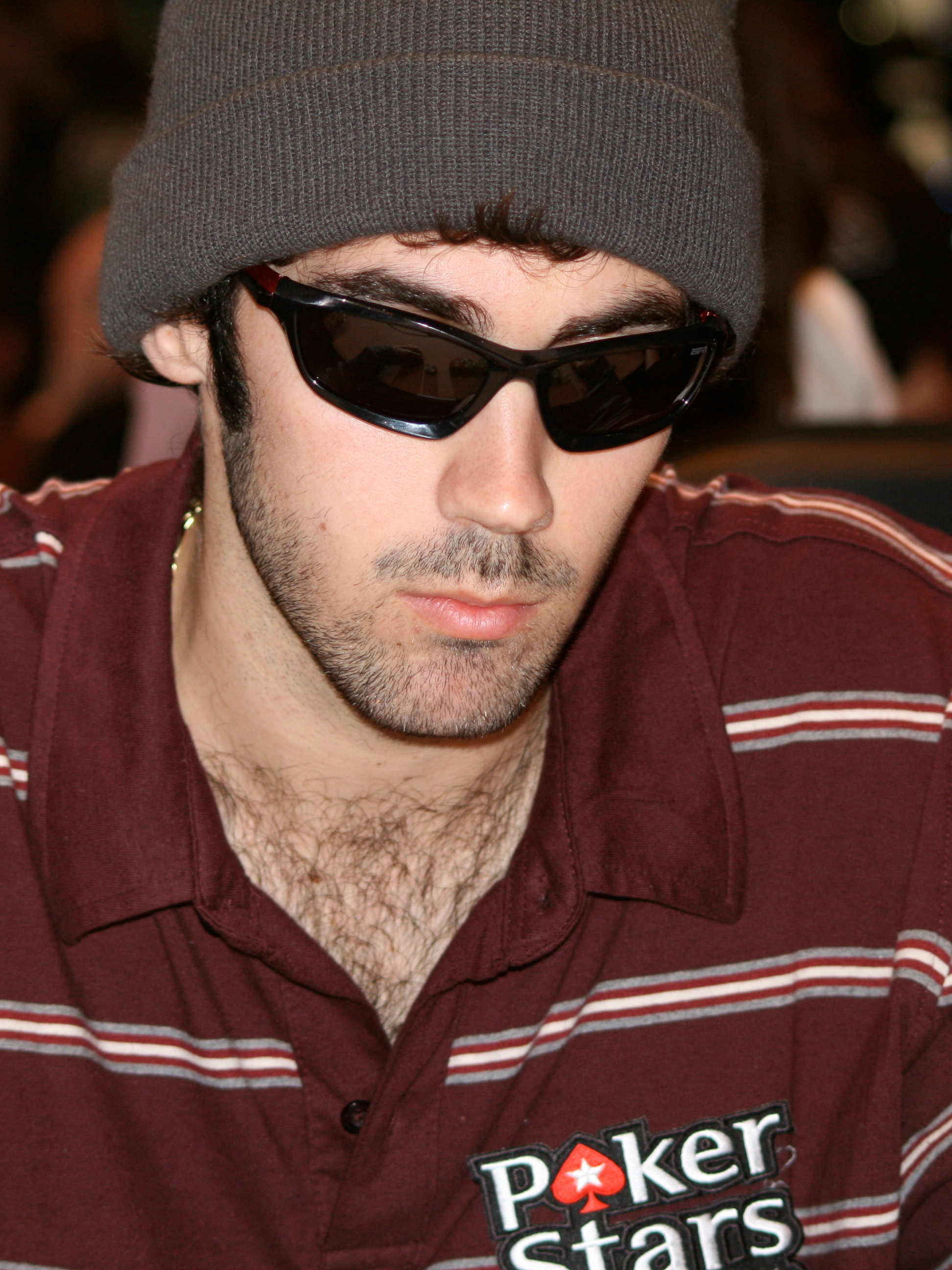
Mercier bei der EPT in Monte-Carlo (2008)

Im April 2008 erzielte er beim Main Event der European Poker Tour (EPT) in Sanremo seine erste Geldplatzierung. Mercier gewann das Turnier und erhielt dafür eine Siegprämie von 869.000 Euro. Im Juni 2008 war er erstmals bei der World Series of Poker (WSOP) im Rio All-Suite Hotel and Casino am Las Vegas Strip erfolgreich und kam bei drei Turnieren der Variante No Limit Hold’em in die Geldränge. Beim EPT-Main-Event in Barcelona erreichte er Mitte September 2008 den Finaltisch und belegte den mit 227.800 Euro dotierten sechsten Platz. Anfang Oktober 2008 setzte sich Amerikaner beim EPT High Roller in London durch und sicherte sich den Hauptpreis von 516.000 Pfund Sterling, der zu diesem Zeitpunkt knapp 950.000 US-Dollar entsprach.
Insgesamt erspielte sich Mercier in seinem ersten Jahr als Turnierspieler Preisgelder von rund 2,7 Millionen US-Dollar.

#### 2009–2011: Gewinn seiner ersten beiden Bracelets und Weltranglistenerster
Bei der WSOP 2009 gewann er ein Event in Pot Limit Omaha und sicherte sich eine Siegprämie von knapp 240.000 US-Dollar sowie sein erstes Bracelet. Ende September 2009 saß er beim Main Event der in London ausgespielten World Series of Poker Europe am Finaltisch und wurde Vierter, was ihm umgerechnet rund 440.000 US-Dollar einbrachte. Ebenfalls in London setzte sich Mercier Anfang Oktober 2009 bei einem EPT-Event mit einer Siegprämie von umgerechnet knapp 185.000 US-Dollar durch. Das Bluff Magazine wählte ihn anschließend zum besten Spieler des Jahres 2009. Im April 2010 gewann er das Bounty Shootout der North American Poker Tour (NAPT) in Uncasville und erhielt den Hauptpreis von 475.000 US-Dollar. Bei der WSOP 2010 kam Amerikaner fünfmal in die Geldränge, u. a. belegte er den 463. Platz im Main Event. Im April 2011 setzte er sich bei der NAPT in Uncasville erneut beim Bounty Shootout durch, wofür er nun ein Preisgeld von 246.600 US-Dollar erhielt. Im Juni 2011 gewann Mercier das in Pot Limit Omaha gespielte 35. Turnier der WSOP 2011, was ihm sein zweites Bracelet und rund 620.000 US-Dollar einbrachte. Aufgrund vier weiterer Cashes bei der Hauptturnierserie sowie zwei Geldplatzierungen bei der WSOP Europe in Cannes belegte er den achten Platz beim Ranking des WSOP Player of the Year. Das Main Event der Epic Poker League im Palms Casino Resort am Las Vegas Strip beendete er Mitte August 2011 als Dritter und erhielt mehr als 360.000 US-Dollar. Im Hotel Bellagio am Las Vegas Strip gewann Amerikaner im Dezember 2011 das High Roller des Five Diamond World Poker Classic mit einem Hauptpreis von knapp 710.000 US-Dollar.
Insgesamt hatte sich Mercier bis Jahresende 2011 Live-Turnierpreisgelder von über 7,5 Millionen US-Dollar erspielt. Der Sportsender ESPN stufte ihn in ihrer Pokerrangliste im Jahr 2011 auf Platz eins ein. Als am 27. Juni 2011 vom Global Poker Index die erste Weltrangliste von Live-Pokerturnierspielern online ging, stand der Amerikaner an der Spitze und hatte diese Position bis Jahresende für insgesamt 10 Wochen inne.

#### 2012–2015: Drittes Bracelet und hochdotierte Turniererfolge

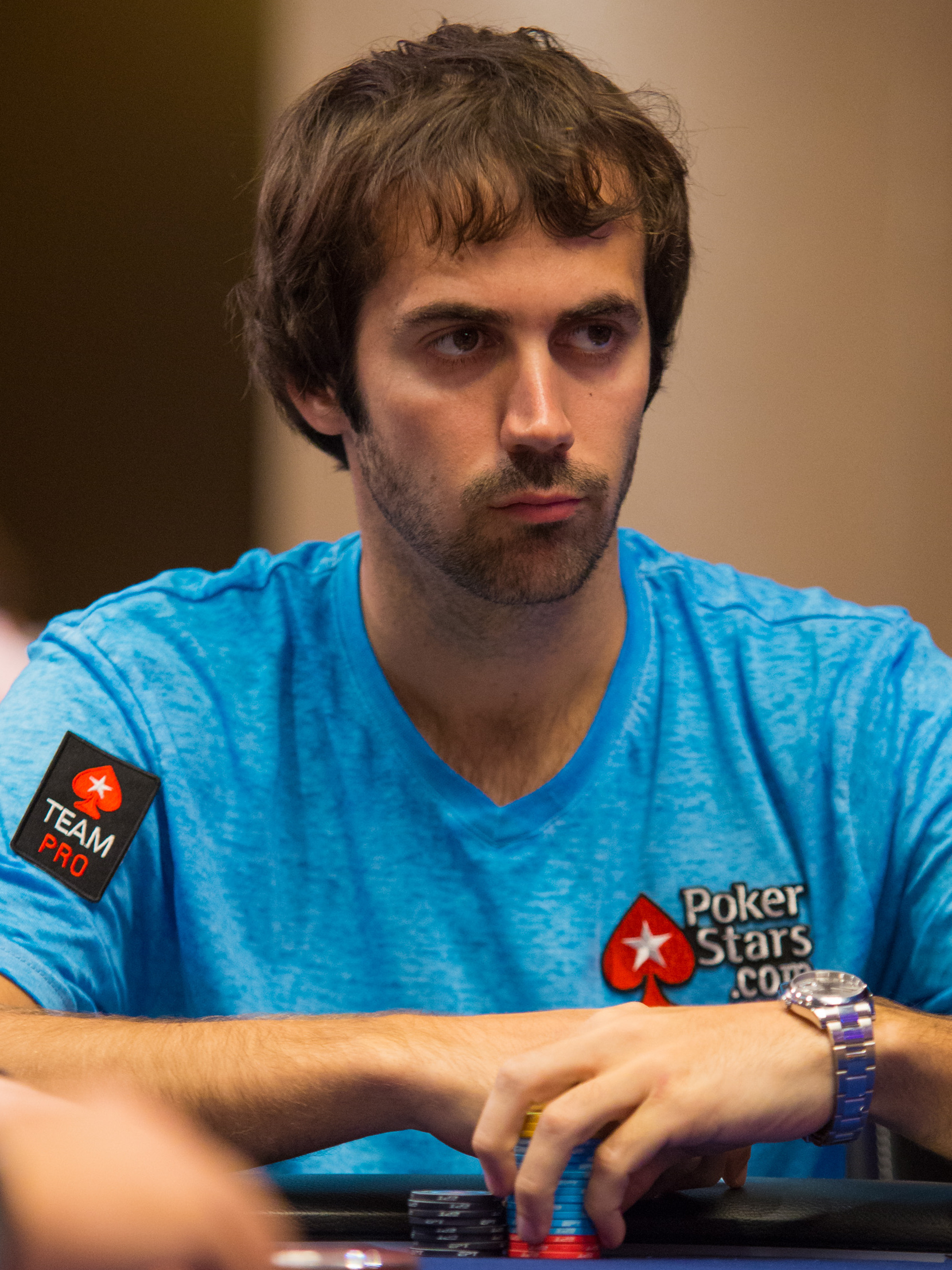
Mercier bei der EPT in Barcelona (2013)

Bei der WSOP 2012 erreichte Mercier siebenmal die Geldränge; bei der WSOP Europe in Cannes kam er dreimal ins Geld und belegte u. a. den mit knapp 85.000 Euro dotierten achten Platz im Main Event. Bei der EPT in Monte-Carlo im Mai 2013 belegte er den siebten Platz im Main Event und erhielt 137.000 Euro. Anschließend erreichte er auch beim 100.000 Euro teuren Super High Roller der Turnierserie den Finaltisch und wurde nach verlorenem Heads-Up gegen den Deutsch-Russen Max Altergott Zweiter, wofür Amerikaner ein Preisgeld von über 1,1 Millionen Euro erhielt. Anfang Februar 2014 belegte er bei der A$25.000 Challenge der Aussie Millions Poker Championship in Melbourne den dritten Platz und sicherte sich aufgrund eines Deals mit vier anderen Spielern rund 265.000 Australische Dollar. Im Hotel Bellagio wurde Mercier Ende Juni 2014 bei einem 102.000 US-Dollar teuren Super-High-Roller-Event Zweiter und erhielt sein bisher höchstes Preisgeld von mehr als 1,6 Millionen US-Dollar. Beim EPT High Roller in Barcelona belegte er Ende August 2014 ebenfalls den zweiten Platz, was mit 476.400 Euro bezahlt wurde. Anfang Dezember 2014 gewann Amerikaner das Alpha8-Turnier der World Poker Tour auf St. Kitts mit einer Siegprämie von 727.500 US-Dollar. Bei der WSOP 2015 sicherte er sich mit dem Sieg eines Turnieres in No Limit Hold’em sein drittes Bracelet sowie ein Preisgeld von mehr als 630.000 US-Dollar. Rund zehn Tage später wurde er bei der Pot Limit Omaha Championship der Turnierserie Zweiter und erhielt über 570.000 US-Dollar. Mitte August 2015 gewann er das High Roller der Seminole Hard Rock Poker Open in Hollywood, Florida, dessen Hauptpreis aufgrund eines Deals mit Ian O’Hara knapp 520.000 US-Dollar betrug.
Zum Jahresende 2015 lag die Summe von Merciers gewonnenen Live-Turnierpreisgelder bei knapp 16 Millionen US-Dollar. Im Zeitraum 2012 bis 2015 war er für insgesamt 53 Wochen Weltranglistenerster, womit er in Summe für 63 Wochen auf der Spitzenposition stand; nur Alex Foxen hielt sich länger auf Platz eins.

#### 2016–2017: Zwei weitere Bracelets und WSOP Player of the Year
Ende Januar 2016 belegte Mercier bei der A$100.000 Challenge der Aussie Millions den mit rund 600.000 Australischen Dollar dotierten dritten Rang. Am 13. Juni 2016 gewann er bei der No Limit 2-7 Draw Lowball Championship der WSOP 2016 sein viertes Bracelet. Zwei Tage später belegte er bei der Seven Card Razz Championship den zweiten Platz und sicherte sich wiederum nur zwei Tage darauf mit dem Sieg der H.O.R.S.E. Championship sein fünftes Bracelet. Insgesamt erzielte Amerikaner während der Turnierserie elf Geldplatzierungen und erspielte sich Preisgelder von knapp einer Million US-Dollar. Aufgrund dieser Leistungen wurde er mit dem WSOP Player of the Year Award sowie im Februar 2017 mit einem American Poker Award ausgezeichnet. Von April bis November 2016 spielte er darüber hinaus als Teil der New York Rounders in der Global Poker League, verpasste mit seinem Team jedoch die Playoffs. Anfang April 2017 gewann Mercier das High Roller des Seminole Hard Rock Poker Showdown und erhielt eine Siegprämie von knapp 800.000 US-Dollar. Bei der WSOP 2017 erreichte er zehnmal die bezahlten Ränge.
Insgesamt hatte sich Mercier bis Jahresende 2017 Live-Turnierpreisgelder von über 18,5 Millionen US-Dollar erspielt.

#### Seit 2018: Seltenere Turnierauftritte und sechstes Bracelet
Aufgrund der Geburt seines Sohnes gab Mercier Anfang des Jahres 2018 bekannt, mit dem Pokerspiel kürzertreten und sich auf regionale Turniere sowie die World Series of Poker konzentrieren zu wollen. Bei der WSOP 2018 kam er viermal in die Geldränge. Im Rahmen der 50. Austragung der World Series of Poker wurde er im Juni 2019 als einer der 50 besten Spieler der Pokergeschichte genannt. Im August 2019 setzte sich Amerikaner beim Super High Roller der Seminole Hard Rock Poker Open durch, was ihm rund 715.000 US-Dollar einbrachte. Anschließend erzielte er, auch bedingt durch die COVID-19-Pandemie, über zweieinhalb Jahre keine weitere Geldplatzierung, ehe er im April 2022 den mit rund 140.000 US-Dollar dotierten vierten Platz beim selben Turnier wie im August 2019 belegte. Bei den PGT Mixed Games im Aria Resort & Casino am Las Vegas Strip gewann Mercier im Februar 2023 die 10-Game Championship, deren Hauptpreis aufgrund eines Deals mit Daniel Zack bei 367.500 US-Dollar lag. Bei der mittlerweile im Horseshoe Las Vegas und Paris Las Vegas ausgespielten WSOP 2023 entschied er ein Turnier in No Limit 2-7 Lowball Draw für sich und wurde mit seinem sechsten Bracelet sowie rund 150.000 US-Dollar prämiert.

#### Preisgeldübersicht
| Jahr      | Preisgeld (in $) | Turniersiege |
| --------- | ---------------- | ------------ |
| 2008      | 2.752.423        | 2            |
| 2009      | 1.354.026        | 5            |
| 2010      | 1.064.908        | 2            |
| 2011      | 2.416.013        | 4            |
| 2012      | 523.587          | 0            |
| 2013      | 1.837.360        | 1            |
| 2014      | 3.672.601        | 1            |
| 2015      | 2.271.403        | 3            |
| 2016      | 1.522.377        | 3            |
| 2017      | 1.144.367        | 1            |
| 2018      | 297.296          | 0            |
| 2019      | 900.865          | 1            |
| 2020–2021 | 0                | 0            |
| 2022      | 420.833          | 0            |
| 2023      | 582.226          | 2            |
| gesamt    | 20.760.285       | 25           |

### Braceletübersicht
Mercier kam bei der WSOP 76-mal ins Geld und gewann sechs Bracelets:
| Jahr | Buy-in (in $) | Turnier                                | Teilnehmer | Preisgeld (in $) |
| ---- | ------------- | -------------------------------------- | ---------- | ---------------- |
| 2009 | 01.500        | Pot-Limit Omaha                        | 809        | 237.462          |
| 2011 | 05.000        | Pot-Limit Omaha 6-Handed               | 507        | 619.575          |
| 2015 | 05.000        | No-Limit Hold’em 6-Handed              | 550        | 633.357          |
| 2016 | 10.000        | No-Limit 2-7 Lowball Draw Championship | 100        | 273.335          |
| 2016 | 10.000        | H.O.R.S.E. Championship                | 171        | 422.874          |
| 2023 | 01.500        | No-Limit 2-7 Lowball Draw              | 548        | 151.276          |